# Monestir de Santa Maria de Cárquere
El Monestir de Santa Maria de Cárquere es troba a Cárquere, Resende, Viseu, i també s'anomena Església Parroquial de Cárquere, Església de Santa Maria de Cárquere o Santuari de Nossa Senhora de Cárquere.
Està classificat com a Monument Nacional. Integra, des del 2010, la Ruta del romànic.

## Caracterització
Es tracta d'un monestir de l'Orde de canonges regulars de Sant Agustí, datat del segle xii, i el constitueix una església, de base romànica, modificada en estil gòtic, constituïda per una nau, capella principal, sagristia, panteó i campanar; i per una zona conventual construïda al voltant d'un claustre. En aquesta es pot trobar la més antiga iconografia de la gaita de manxa coneguda a la península, esculpida en un capitell.

## Història
Santa Maria de Cárquere apareix en la Crònica de 1419 com a lloc de la cura miraculosa d'Alfons I.
Egas Moniz de la casa de Ribadouro demanà al comte Enric de Borgonya que li deixés ser el preceptor de la descendència que esperava de dona Teresa.
Va nàixer llavors Alfons, però, segons la llegenda, l'infant nadó presentava una dolenta formació a les cames que feia témer el pitjor:
"Quando veio o tempo que a Rainha houve seu filho grande e fermoso mais que não podia mais ser moço da sua idade, senão tam soomente que tinha as pernas encolheitas, em guisa que todos dezião, assi mestres como os outros, que nunqua mais podia ser são delas".
("Quan arribà el moment, la reina tingué un fill gran i bonic com no podia ser-ho més un xiquet de la seua edat, sols que tenia les cames encongides, de manera que tot el món en deia, tant mestres com no, que mai no les podria fer servir.")
Quan Egas Moniz rebeu el nomenament de preceptor de l'infant, restà molt afectat per la malura del nadó.
Quan el xiquet tenia cinc anys ocorregueu el "miracle" que santa Maria s'aparegué a Egas i li digué que buscàs un lloc on hi havia una església inacabada que li era dedicada i que hi fes vigília i a l'altar col·locàs el xiquet, que així guariria.
Egas Moniz així ho feu i el nen fou guarit. Es diu llavors que, per aquest miracle, es construí en aquesta església el monestir:
"I por este milagre que asi aconteceu foi depois feito em esta igreja o mosteiro de Cárquere".("I per aquest miracle que així ocorreu s'edificà després en aquesta església el monestir de Cárquere.")

## Arquitectura
Durant el regnat de Manuel I rebeu obres de renovació arquitectònica.
En un pla reculat, contigu a la capçalera del temple es troba el doscentista campanar quadrangular, amb cresteria, cosa que li confereix una estructura arquitectònica militar.
La capçalera es remodelà a finals del segle xiii, o primeria del s. XIV, mentre el cos del temple seria objecte de renovació en el regnat de Manuel I.
A més de les sòlides dependències conventuals contigües a l'església, Nossa Senhora de Cárquere té en la façana de granit un portal manuelí amb un arc que reposa en columnetes amb capitells. Per sobre d'aquest portal s'obri un òcul.
L'interior conserva elements romànics, alhora que mostra afegits del període gòtic i del regnat manuelí, expressament en les voltes nervades, en els arcs i columnes amb capitells, amb una decoració de talla daurada barroca.
Contigua a la sagristia de l'església hi ha la capella funerària dels senyors de Resende.
Edificada als segles XIII-XIV la capella principal és coberta per una volta d'ogives de creueria, contrastant amb l'exuberància daurada de la talla barroca del retaule.
Dues imatges ressalten en aquest temple: una escultura en miniatura de la patrona en ivori; i una escultura gòtica del segle xiv, en pedra calcària, al·lusiva a Nossa Senhora a Branca.